# 下宇和村
下宇和村（しもうわむら）は、1954年（昭和29年）まで愛媛県東宇和郡にあった村であり、現在の西予市の中部、宇和川流域の農山村である。昭和の合併で宇和町、さらに平成の合併で西予市となり、現在に至っている。

## 地理
現在の西予市の中部。宇和盆地の南部、宇和川（肱川の上流の別称）の河岸段丘に位置する。東は宇和川の流れに沿って渓筋村に接し、北は田之筋村に、西は宇和町にそれぞれ平地で接している。南は当村との境を高森山、歯長峠前後の山間が立ちはだかり、成妙村および立間村との境を形成している。
地名の由来
宇和盆地の中でも下流域であることによるもの。

## 歴史
藩政期
- 宇和島藩領。宇和島藩による組編成では山田組に属する。

明治以降
- 1889年（明治22年）12月15日 - 町村制・市制施行時に、稲生（いのう）、下川（ひとうがわ）、皆田（かいだ）、明間（あかんま）の4箇村の合併により下宇和村となる。
- 1954年（昭和29年）3月31日 - 宇和町ほか4箇村との合併により宇和町となる。

```
下宇和村の系譜
（町村制実施以前の村）　（明治期）　　　　　　　　　　　　　　　　　　　　（昭和の合併）
　　　　　　　　　　　町村制施行時
皆田　　━━━━┓
下川　　━━━━┫
明間　　━━━━╋━━　下宇和村　━━━━━━━━━━━━━━━━━━━┓
稲生　　━━━━┛　　　　　　　　　　　　　　　　　　　　　　　　　　　┃
　　　　　　　　　　　　　多田村　━━━━━━━━━━━━━━━━━━━┫
　　　　　　　　　　　　　中川村　━━━━━━━━━━━━━━━━━━━┫
　　　　　　　　　　　　　笠置村　━━┓　　　　　　　い　　　　　　　　┃　　　う
　　　　　　　　　　　　　　　　　　　┣━━━━━　石城村　━━━━━━╋━　宇和町　━┳━
　　　　　　　　　　　　　山田村　━━┛　　　　　　　　　　　　　　　　┃　　　　　　　┃
　　　　　　　　　　　　上宇和村　━━┓　　　あ　　　　　　　　　　　　┃　　　　　　　┃
　　　　　　　　　　　　　　　　　　　┣━　宇和町　━━━━━━━━━━┫　　　　　　　┃
　　　　　　　　　　　　　宇和町　━━┛　　　　　　　　　　　　　　　　┃　　　　　　　┃
　　　　　　　　　　　　田之筋村　━━━━━━━━━━━━━━━━━━━┛　　　　　　　┃
　　　　　　　　　　　　　　　　　　　　　　　　　　　　　　　　　　　　　　　　　　　　┃
　　　　　　　　　　　　　　　　　　　　　　　　　　　　　　　　　　　　　　　　　　　　え
　　　　　　　　　　　　　　　　　　　　　　　　　　　　　　　　　　　　　大洲市の一部（鳥坂・正信）が境界変更

あ - 1922年（大正11年）2月11日
い - 1929年（昭和4年）12月1日
う - 1954年（昭和29年）3月31日
え - 1958年（昭和33年）8月1日
（注記）多田村以下の合併の系譜および宇和町の平成の合併の系譜については宇和町の記事を参照のこと。

```

## 地域
明治の合併前の村である、稲生、下川、皆田、明間の4箇村がそのまま大字となり、宇和町となってからも続いた。西予市となってからは「大字」は省く（例: 西予市宇和町稲生）。おおむね西側（上流側）から、稲生、皆田、下川、明間という並びとなっている。下川は「しとうがわ」とも読む。

## 行政
役場
大字下川に置かれていた。

## 産業
農業
米作

## 交通
国鉄予讃本線下宇和駅